# Женска фудбалска репрезентација Казахстана
Женска фудбалска репрезентација Казахстана (каз. Қазақстан әйелдер футбол құрамасы) је национални фудбалски тим који представља Казахстан на међународним такмичењима и под контролом је Фудбалског савеза Казахстана (каз. Қазақстан футбол федерациясы), владајућег тела за фудбал у Казахстану.
Казахстан је дебитовао на шампионату Азије 1995. године. Казахстан је тада био претпоследњи у својој групи. Две године касније, Казахстан је био последњи на истом првенству. Казахстан је 1999. био трећи у својој групи, али су се даље квалификовале само првопласиране екипе у групи.
Ово је било последње азијско првенство Казахстана. Казахстан је 2001. године је изразио жељу да се пресели у УЕФА, а 2002. године су тамо почели да играју своје квалификационе утакмице. То су биле квалификације за Европско првенство 2005. где је Казахстан одиграо прве квалификационе утакмице. Казахстан је почео у класи Б (ниво квалификација) и био последњи у својој групи са само 2 бода. Казахстан је такође завршио на последњем месту у квалификацијама за Светско првенство 2007. године, упркос победи на домаћем терену против Румуније. Квалификације за Европско првенство 2009. биле су прве без претквалификација за носиоце, али је Казахстан ипак морао да игра претквалификацијску утакмицу. Казахстан је добро одиграо против Велса након што је прву међусобну утакмицу изгубио од њих 1 : 2 на мини турниру у Македонији.

## Достигнућа на већим турнирима
Ажурирано 24. март 2022
| Турнир           | Ута | Поб | Нер | Изг | ГД | ГП  | ГР   |
| ---------------- | --- | --- | --- | --- | -- | --- | ---- |
| СП квалификације | 40  | 5   | 3   | 32  | 23 | 118 | −95  |
| ЕП квалификације | 35  | 5   | 4   | 26  | 15 | 146 | −131 |
| АФК Куп Азије    | 9   | 2   | 2   | 5   | 16 | 39  | −23  |
| Укупно           | 84  | 12  | 9   | 63  | 54 | 303 | -249 |

## Такмичарски рекорд

### Светско првенство за жене
| Светско првенство у фудбалу за жене − резултати | Светско првенство у фудбалу за жене − резултати | Светско првенство у фудбалу за жене − резултати | Светско првенство у фудбалу за жене − резултати | Светско првенство у фудбалу за жене − резултати | Светско првенство у фудбалу за жене − резултати | Светско првенство у фудбалу за жене − резултати | Светско првенство у фудбалу за жене − резултати | Светско првенство у фудбалу за жене − резултати |                     | Квалификациони резултати | Квалификациони резултати | Квалификациони резултати | Квалификациони резултати | Квалификациони резултати | Квалификациони резултати | Квалификациони резултати |
| Година                                          | Резултат                                        | Ута                                             | Поб                                             | Нер*                                            | Из                                              | ГД                                              | ГП                                              | ГР                                              | Ута                 | Поб                      | Нер*                     | Из                       | ГД                       | ГП                       | ГР                       |                          |
| 1991 до 1995                                    | Део СССРа                                       | Део СССРа                                       | Део СССРа                                       | Део СССРа                                       | Део СССРа                                       | Део СССРа                                       | Део СССРа                                       | Део СССРа                                       | Део СССРа           | Део СССРа                | Део СССРа                | Део СССРа                | Део СССРа                | Део СССРа                | Део СССРа                |                          |
| 1999                                            | Нису се квалификовале                           | Нису се квалификовале                           | Нису се квалификовале                           | Нису се квалификовале                           | Нису се квалификовале                           | Нису се квалификовале                           | Нису се квалификовале                           | Нису се квалификовале                           | АФК Куп Азије 1997. | АФК Куп Азије 1997.      | АФК Куп Азије 1997.      | АФК Куп Азије 1997.      | АФК Куп Азије 1997.      | АФК Куп Азије 1997.      | АФК Куп Азије 1997.      |                          |
| 2003                                            | Нису учествовале                                | Нису учествовале                                | Нису учествовале                                | Нису учествовале                                | Нису учествовале                                | Нису учествовале                                | Нису учествовале                                | Нису учествовале                                | Нису учествовале    | Нису учествовале         | Нису учествовале         | Нису учествовале         | Нису учествовале         | Нису учествовале         | Нису учествовале         |                          |
| 2007                                            | Нису се квалификовале                           | Нису се квалификовале                           | Нису се квалификовале                           | Нису се квалификовале                           | Нису се квалификовале                           | Нису се квалификовале                           | Нису се квалификовале                           | Нису се квалификовале                           | 6                   | 1                        | 1                        | 4                        | 3                        | 12                       | −9                       |                          |
| 2011                                            | Нису се квалификовале                           | Нису се квалификовале                           | Нису се квалификовале                           | Нису се квалификовале                           | Нису се квалификовале                           | Нису се квалификовале                           | Нису се квалификовале                           | Нису се квалификовале                           | 8                   | 0                        | 0                        | 8                        | 4                        | 32                       | −28                      |                          |
| 2015                                            | Нису се квалификовале                           | Нису се квалификовале                           | Нису се квалификовале                           | Нису се квалификовале                           | Нису се квалификовале                           | Нису се квалификовале                           | Нису се квалификовале                           | Нису се квалификовале                           | 10                  | 1                        | 1                        | 8                        | 8                        | 30                       | −22                      |                          |
| 2019                                            | Нису се квалификовале                           | Нису се квалификовале                           | Нису се квалификовале                           | Нису се квалификовале                           | Нису се квалификовале                           | Нису се квалификовале                           | Нису се квалификовале                           | Нису се квалификовале                           | 11                  | 3                        | 1                        | 7                        | 6                        | 23                       | −17                      |                          |
| 2023                                            | Нису се квалификовале                           | Нису се квалификовале                           | Нису се квалификовале                           | Нису се квалификовале                           | Нису се квалификовале                           | Нису се квалификовале                           | Нису се квалификовале                           | Нису се квалификовале                           | 5                   | 0                        | 0                        | 5                        | 2                        | 21                       | −19                      |                          |
| Укупно                                          | -                                               | -                                               | -                                               | -                                               | -                                               | -                                               | -                                               | -                                               | 40                  | 5                        | 3                        | 32                       | 23                       | 118                      | −95                      |                          |

*Жребови укључују утакмице где је одлука пала извођењем једанаестераца.

### Европско првенство у фудбалу за жене
| Европско првенство у фудбалу за жене − резултати | Европско првенство у фудбалу за жене − резултати | Европско првенство у фудбалу за жене − резултати | Европско првенство у фудбалу за жене − резултати | Европско првенство у фудбалу за жене − резултати | Европско првенство у фудбалу за жене − резултати | Европско првенство у фудбалу за жене − резултати | Европско првенство у фудбалу за жене − резултати |                        | Квалификациони резултати | Квалификациони резултати | Квалификациони резултати | Квалификациони резултати | Квалификациони резултати | Квалификациони резултати |    |
| Година                                           | Резултат                                         | Ута                                              | Поб                                              | Нер*                                             | Из                                               | ГД                                               | ГП                                               | ГР                     | Ута                      | Поб                      | Нер*                     | Из                       | ГД                       | ГП                       | ГР |
| 1984 до 1995                                     | Део СССРа                                        | Део СССРа                                        | Део СССРа                                        | Део СССРа                                        | Део СССРа                                        | Део СССРа                                        | Део СССРа                                        | Део СССРа              | Део СССРа                | Део СССРа                | Део СССРа                | Део СССРа                | Део СССРа                |                          |    |
| 1997 до 2001                                     | Није била чланица УЕФА                           | Није била чланица УЕФА                           | Није била чланица УЕФА                           | Није била чланица УЕФА                           | Није била чланица УЕФА                           | Није била чланица УЕФА                           | Није била чланица УЕФА                           | Није била чланица УЕФА | Није била чланица УЕФА   | Није била чланица УЕФА   | Није била чланица УЕФА   | Није била чланица УЕФА   | Није била чланица УЕФА   |                          |    |
| 2005                                             | Нису се квалификовале                            | Нису се квалификовале                            | Нису се квалификовале                            | Нису се квалификовале                            | Нису се квалификовале                            | Нису се квалификовале                            | Нису се квалификовале                            | 6                      | 0                        | 2                        | 4                        | 4                        | 16                       |                          |    |
| 2009                                             | Нису се квалификовале                            | Нису се квалификовале                            | Нису се квалификовале                            | Нису се квалификовале                            | Нису се квалификовале                            | Нису се квалификовале                            | Нису се квалификовале                            | 3                      | 2                        | 0                        | 1                        | 3                        | 2                        |                          |    |
| 2013                                             | Нису се квалификовале                            | Нису се квалификовале                            | Нису се квалификовале                            | Нису се квалификовале                            | Нису се квалификовале                            | Нису се квалификовале                            | Нису се квалификовале                            | 10                     | 2                        | 1                        | 7                        | 4                        | 55                       |                          |    |
| 2017                                             | Нису се квалификовале                            | Нису се квалификовале                            | Нису се квалификовале                            | Нису се квалификовале                            | Нису се квалификовале                            | Нису се квалификовале                            | Нису се квалификовале                            | 8                      | 1                        | 1                        | 6                        | 2                        | 30                       |                          |    |
| 2022                                             | Нису се квалификовале                            | Нису се квалификовале                            | Нису се квалификовале                            | Нису се квалификовале                            | Нису се квалификовале                            | Нису се квалификовале                            | Нису се квалификовале                            | 8                      | 0                        | 0                        | 8                        | 2                        | 43                       |                          |    |
| Укупно                                           | -                                                | -                                                | -                                                | -                                                | -                                                | -                                                | -                                                | 35                     | 5                        | 4                        | 26                       | 15                       | 146                      |                          |    |

*Жребови укључују утакмице где је одлука пала извођењем једанаестераца.
- http://www.worldfootball.net/teams/kasachstan-frauen-team/21/ – Овај извор има утакмице из 2003. 76!!13!!10!!53!!57!!226
- FIFA.com – Од 1995. до 2002. резултати 9 утакмица у Азијском првенству + једна пријатељска против Естоније у 2002  Estonija 1 : 3 Kayahstan 23. oktobar 2002. 10!!3!!2!!5!!19!!40 (овај извор нема две пријатељске утакмице 2018)

### АФК Куп Азије у фудбалу за жене
| АФК Куп Азије за жене − резултати | АФК Куп Азије за жене − резултати | АФК Куп Азије за жене − резултати | АФК Куп Азије за жене − резултати | АФК Куп Азије за жене − резултати | АФК Куп Азије за жене − резултати | АФК Куп Азије за жене − резултати | АФК Куп Азије за жене − резултати | АФК Куп Азије за жене − резултати |
| Година                            | Резултат                          | Ута                               | Поб                               | Нер*                              | Изг                               | ГД                                | ГП                                | ГР                                |
| --------------------------------- | --------------------------------- | --------------------------------- | --------------------------------- | --------------------------------- | --------------------------------- | --------------------------------- | --------------------------------- | --------------------------------- |
| 1975 до 1993                      | Део СССРа                         | Део СССРа                         | Део СССРа                         | Део СССРа                         | Део СССРа                         | Део СССРа                         | Део СССРа                         | Део СССРа                         |
| 1995                              | Групна фаза                       | 3                                 | 0                                 | 2                                 | 1                                 | 0                                 | 7                                 | −7                                |
| 1997                              | Групна фаза                       | 2                                 | 0                                 | 0                                 | 2                                 | 0                                 | 17                                | −17                               |
| 1999                              | Групна фаза                       | 4                                 | 2                                 | 0                                 | 2                                 | 16                                | 15                                | +1                                |
| 2001                              | Нису учествовале                  | Нису учествовале                  | Нису учествовале                  | Нису учествовале                  | Нису учествовале                  | Нису учествовале                  | Нису учествовале                  | Нису учествовале                  |
| Од 2003                           | Није члан АФК                     | Није члан АФК                     | Није члан АФК                     | Није члан АФК                     | Није члан АФК                     | Није члан АФК                     | Није члан АФК                     | Није члан АФК                     |
| Укупно                            | 3/4                               | 9                                 | 2                                 | 2                                 | 5                                 | 16                                | 39                                | −23                               |

*Жребови укључују утакмице где је одлука пала извођењем једанаестераца.

### Олимпијске игре
| Олимпијске игре − резултати | Олимпијске игре − резултати | Олимпијске игре − резултати | Олимпијске игре − резултати | Олимпијске игре − резултати | Олимпијске игре − резултати | Олимпијске игре − резултати | Олимпијске игре − резултати |
| Година                      | Резултат                    | Ута                         | Поб                         | Нер*                        | Изг                         | ГД                          | ГП                          |
| --------------------------- | --------------------------- | --------------------------- | --------------------------- | --------------------------- | --------------------------- | --------------------------- | --------------------------- |
| 1996                        | Део СССРа                   | Део СССРа                   | Део СССРа                   | Део СССРа                   | Део СССРа                   | Део СССРа                   | Део СССРа                   |
| 2000                        | Нису се квалификовале       | Нису се квалификовале       | Нису се квалификовале       | Нису се квалификовале       | Нису се квалификовале       | Нису се квалификовале       | Нису се квалификовале       |
| 2004                        | Нису учествовале            | Нису учествовале            | Нису учествовале            | Нису учествовале            | Нису учествовале            | Нису учествовале            | Нису учествовале            |
| 2008                        | Нису се квалификовале       | Нису се квалификовале       | Нису се квалификовале       | Нису се квалификовале       | Нису се квалификовале       | Нису се квалификовале       | Нису се квалификовале       |
| 2012                        | Нису се квалификовале       | Нису се квалификовале       | Нису се квалификовале       | Нису се квалификовале       | Нису се квалификовале       | Нису се квалификовале       | Нису се квалификовале       |
| 2016                        | Нису се квалификовале       | Нису се квалификовале       | Нису се квалификовале       | Нису се квалификовале       | Нису се квалификовале       | Нису се квалификовале       | Нису се квалификовале       |
| 2020                        | Нису се квалификовале       | Нису се квалификовале       | Нису се квалификовале       | Нису се квалификовале       | Нису се квалификовале       | Нису се квалификовале       | Нису се квалификовале       |
| Укупно                      | -                           | -                           | -                           | -                           | -                           | -                           | -                           |

*Жребови укључују утакмице где је одлука пала извођењем једанаестераца.